# 大森征之
大森 征之（おおもり まさゆき、1976年11月9日 - ）は、埼玉県浦和市（現：さいたま市）出身の元サッカー選手、実業家。現役時代のポジションはMF（特にサイドやボランチ）およびDF（サイドバック、やストッパーなど）。

## 経歴

### プロ入り前
1995年、埼玉県立大宮東高等学校からサンフレッチェ広島に入団。出場機会がないまま1996年に当時JFL所属の鳥栖フューチャーズに移籍、翌1997年にサガン鳥栖へと移る。

### 選手として
1998年、名古屋グランパスエイトに移籍。2000年からレギュラーとして定着し、登録はミッドフィールダーながらも多くはセンターバックやサイドバックとして出場。ディフェンダーとしては恵まれた体格ではなかったが、優れた戦術眼と粘り強い守備を武器に活躍した。
2004年に右膝前十字靭帯を断裂。その影響で2005年は出場試合数を大きく減らすが、2006年に監督就任したフェルフォーセン体制下で3バックの一角としての地位を確立。試合には出続けたが、怪我の影響により「自分のプレー」ができないジレンマに陥り、選手生活晩年は辞めることばかり考えていた。2007年オフにFC東京への移籍を希望するが正式オファーには発展せず、フロントの説得もあってこれを翻意して残留した。2008年には春季キャンプ中に膝の怪我が限界を迎え、手術・リハビリ等によりシーズン終盤までの長期離脱となった。出場機会のないままチームとの契約を打ち切られ、2009年3月29日に引退が発表された。

## 引退後
現役中の2007年度に早稲田大学人間科学部eスクール（通信教育課程）の特別選抜入学試験に合格しており、引退後はプロテクターなどを製造するイタリアのカンパリ社の代理業を手掛ける企業（株式会社GALTOS）を設立して代表に就任した。
2016年6月28日、名古屋グランパスのチーム統括部強化・補強担当に就任することが発表された。2017年のJ2降格を経て、2018年には「スポーツダイレクター」に就任してチームの再建を担った。2021年11月24日に契約満了により退任した。

## 個人成績
| 国内大会個人成績 | 国内大会個人成績 | 国内大会個人成績 | 国内大会個人成績 | 国内大会個人成績 | 国内大会個人成績 | 国内大会個人成績 | 国内大会個人成績 | 国内大会個人成績 | 国内大会個人成績 | 国内大会個人成績 | 国内大会個人成績 |
| 年度             | クラブ           | 背番号           | リーグ           | リーグ戦         | リーグ戦         | リーグ杯         | リーグ杯         | オープン杯       | オープン杯       | 期間通算         | 期間通算         |
| 年度             | クラブ           | 背番号           | リーグ           | 出場             | 得点             | 出場             | 得点             | 出場             | 得点             | 出場             | 得点             |
| 日本             | 日本             | 日本             | 日本             | リーグ戦         | リーグ戦         | リーグ杯         | リーグ杯         | 天皇杯           | 天皇杯           | 期間通算         | 期間通算         |
| ---------------- | ---------------- | ---------------- | ---------------- | ---------------- | ---------------- | ---------------- | ---------------- | ---------------- | ---------------- | ---------------- | ---------------- |
| 1995             | 広島             | -                | J                | 0                | 0                | -                | -                | 0                | 0                | 0                | 0                |
| 1996             | 鳥栖F            | 29               | 旧JFL            | 3                | 0                | -                | -                | 3                | 0                | 6                | 0                |
| 1997             | 鳥栖             | 13               | 旧JFL            | 26               | 0                | 5                | 0                | 3                | 0                | 34               | 0                |
| 1998             | 名古屋           | 25               | J                | 7                | 0                | 0                | 0                | 2                | 0                | 9                | 0                |
| 1999             | 名古屋           | 25               | J1               | 3                | 0                | 1                | 0                | 1                | 0                | 5                | 0                |
| 2000             | 名古屋           | 15               | J1               | 29               | 0                | 6                | 0                | 2                | 0                | 37               | 0                |
| 2001             | 名古屋           | 4                | J1               | 25               | 0                | 4                | 0                | 1                | 0                | 30               | 0                |
| 2002             | 名古屋           | 4                | J1               | 27               | 0                | 6                | 0                | 3                | 0                | 36               | 0                |
| 2003             | 名古屋           | 4                | J1               | 29               | 0                | 6                | 0                | 2                | 0                | 37               | 0                |
| 2004             | 名古屋           | 4                | J1               | 19               | 0                | 4                | 0                | 2                | 0                | 25               | 0                |
| 2005             | 名古屋           | 4                | J1               | 6                | 0                | 0                | 0                | 2                | 0                | 8                | 0                |
| 2006             | 名古屋           | 4                | J1               | 32               | 0                | 4                | 0                | 2                | 0                | 38               | 0                |
| 2007             | 名古屋           | 4                | J1               | 31               | 0                | 4                | 0                | 1                | 0                | 36               | 0                |
| 2008             | 名古屋           | 4                | J1               | 0                | 0                | 0                | 0                | 0                | 0                | 0                | 0                |
| 通算             | 日本             | 日本             | J1               | 208              | 0                | 35               | 0                | 18               | 0                | 261              | 0                |
| 通算             | 日本             | 日本             | 旧JFL            | 29               | 0                | 5                | 0                | 6                | 0                | 40               | 0                |
| 総通算           | 総通算           | 総通算           | 総通算           | 237              | 0                | 40               | 0                | 24               | 0                | 301              | 0                |

国際試合
- アジアカップウィナーズカップ2000-01 4試合0得点